# Yasser Radwan
Radwan Yasser ou Yasser Radwan, né le 22 avril 1972, est un footballeur égyptien des années 1990. Il remporte la Coupe d'Afrique des nations 1998 avec l'Égypte.

## Biographie
Radwan Yasser participe à quatre Coupe d'Afrique des nations avec l'équipe d'Égypte : en 1996, 1998, 2000 et 2002. Il remporte l'édition de 1998 organisée au Burkina Faso.
Avec la sélection égyptienne il participe également à la Coupe des confédérations 1999 qui se déroule au Mexique.
En club, Radwan Yasser joue notamment en faveur de l'équipe allemande du Hansa Rostock. Il dispute 133 matchs en Bundesliga avec ce club, marquant cinq buts.

## Palmarès
- Vainqueur de la Coupe d'Afrique des nations 1998 avec l'équipe d'Égypte
- Vainqueur de la Coupe d'Égypte en 2003 avec Al Ahly
- Vainqueur de la Supercoupe d'Égypte en 2003 avec Al Ahly